# Jörg Stiel
Jörg Stiel (Baden, 1968. március 3. –) svájci válogatott labdarúgókapus.
A svájci válogatott tagjaként részt vett a 2004-es Európa-bajnokságon.

## Sikerei, díjai
St. Gallen
- Svájci bajnok (1): 1999–2000